# Мапано
Мапа̀но (на италиански: Mappano; на пиемонтски: Mapan, Мапан) е малък град и община в Метрополен град Торино, регион Пиемонт, Северна Италия. Разположен е на 235 m надморска височина. Към 1 януари 2020 г. населението на общината е 7457 души, от които 225 са чужди граждани.
Общината е създадена в 31 февруари 2013 г. Тя се създава с части от територията на общините Казеле Торинезе, Боргаро Торинезе, Сетимо Торинезе и Леини.